# St. Vitus (Hegensdorf)

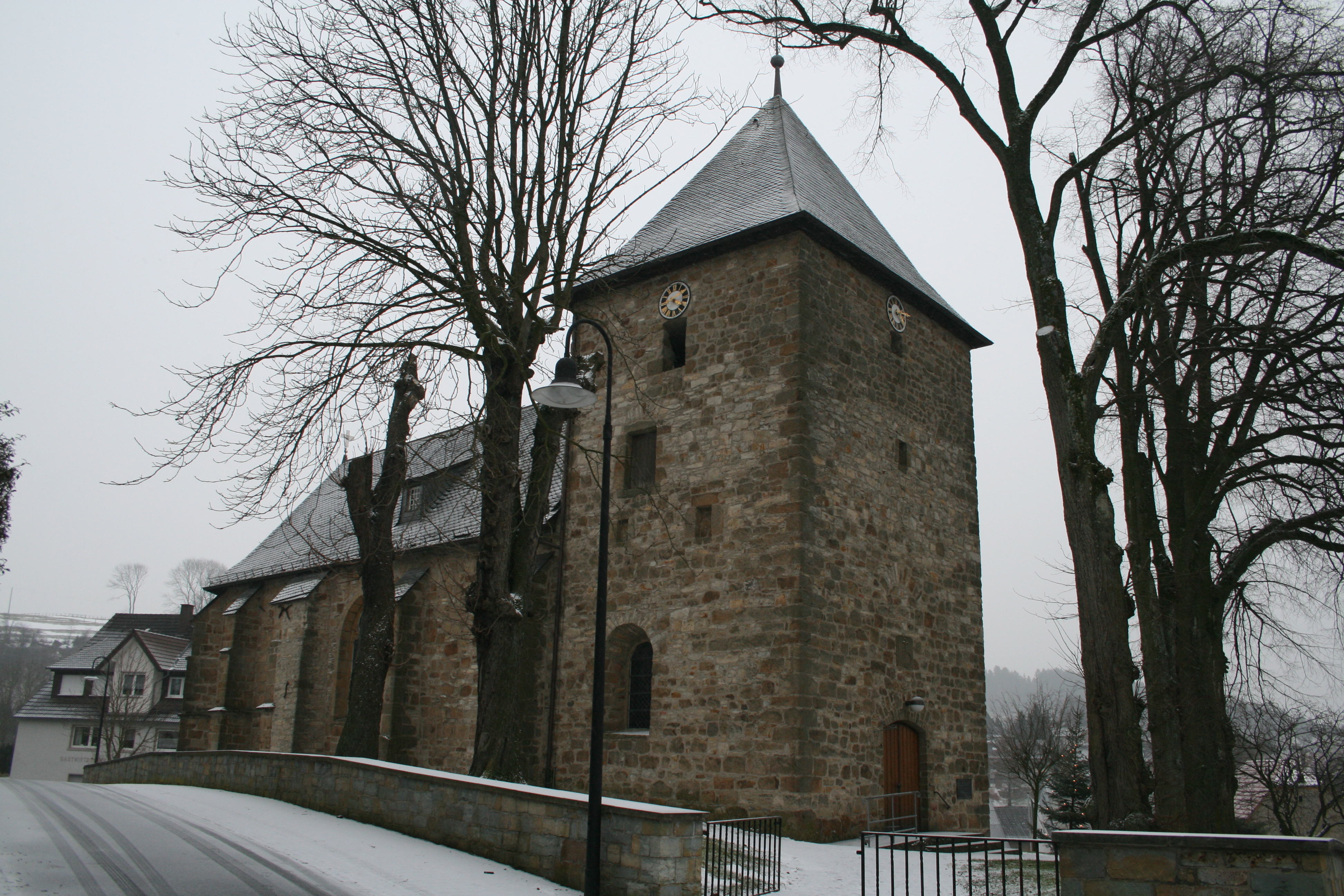
St. Vitus Hegensdorf

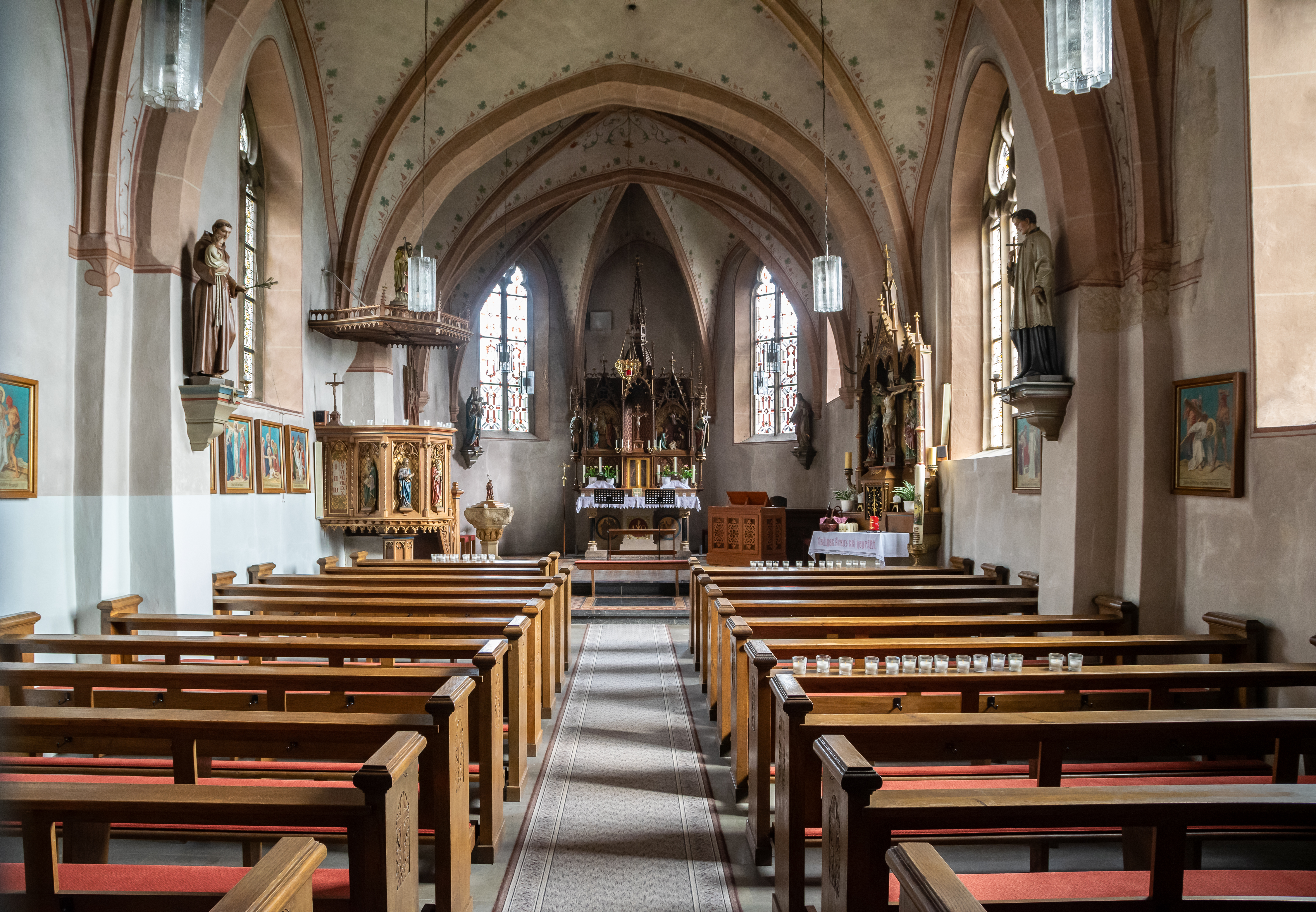
Innenansicht

Die römisch-katholische St.-Vitus-Kirche steht im Ort Hegensdorf (Stadt Büren), Kreis Paderborn. Sie gehört zum Pastoralverbund Büren im Dekanat Büren Delbrück des Erzbistums Paderborn.

## Geschichte
Die Kirche wurde namentlich das erste Mal in der Mitte des 14. Jahrhunderts genannt. Bei einer archäologischen Grabung wurden Teile einer noch älteren Kirche gefunden, deren Erbauungszeitraum bereits vor dem Jahre 1150 lag. Seine heutige Form erhielt das Kirchenbauwerk erst nach einem Umbau in der romanischen Zeit, bei der eine Neuwölbung der gesamten Kirche und eine gotische Chorerweiterung vorgenommen wurden. Im Jahr 1736 erfolgte der Bau eines neuen Kirchturms, an der Stelle, an der zuvor bereits ein Vorgänger gestanden hatte.
Eine spätmittelalterliche Glocke aus dem 15. Jahrhundert befindet sich heute im Diözesanmuseum in Paderborn.